# Lewis Bayly (ammiraglio)
Lewis Bayly (Woolwich, 28 settembre 1857 – Londra, 16 maggio 1938) è stato un ammiraglio britannico.

## Biografia

### Prime esperienze
Bayly nacque a Woolwich, Londra, il 28 settembre 1857. Era un bisnipote dell'ammiraglio Keats. Bayly entrò nella Royal Navy nel 1870. Servì nella terza guerra anglo-ashanti (1873) e contro i pirati nel bacino del Congo (1875). In seguito servì sulla HMS Agincourt e nella guerra angloegiziana (1882). Nel 1892 sposò Yves Henrietta Stella, figlia di Henry Annesley Voysey.
Nel luglio 1902 Bayly ricevette il comando dell'incrociatore protetto HMS Talbot, che era stanziato in Cina. In seguito ricevette il comando dei cacciatoprediniere della Home Fleet, issando la sua bandiera sull'HMS Attentive (1907–1908). Il 22 marzo 1908 Bayly fu nominato aiutante di campo del re Edoardo VII. Gli fu poi dato un incarico a terra come preside del Royal Naval College (1908–1911). Prima dello scoppio della guerra ricevette il comando del 1st Battle Cruiser Squadron (1911–1912) e poi del 3rd Battle Squadron (1913–1914).

### Prima guerra mondiale
Durante i primi mesi della prima guerra mondiale comandò il 1st Battle Squadron e fu in comando delle operazioni di soccorso alla HMS Audacious che colpì una mina e affondò nell'ottobre 1914. Nel dicembre 1914 fu nominato comandante della Channel Fleet, issando la sua bandiera sulla HMS Lord Nelson.
Sotto il comando di Bayly il 5th Battle Squadron passò il 31 dicembre svolgendo un esercizio di tiro davanti all'isola di Portland, col supporto degli incrociatori leggeri classe Topaze HMS Topaze e HMS Diamond. Dopo l'esercitazione la flotta rimase di notte in pattugliamento nell'area anche se era stata riportata attività di sommergibili nemici. Con condizioni meteo difficili e vento in rinforzo, gli attacchi sottomarini sarebbero stati difficili da svolgere e la flotta non si preoccupò quindi dell'eventuale minaccia. La pre-dreadnought HMS Formidable fu però lo stesso colpita e affondata dall'U-24. Bayly fu in seguito criticato per non aver preso le precauzioni del caso ma fu assolto dall'accusa di negligenza.
Nel gennaio 1915 fu nominato preside del Royal Naval College di Greenwich. Nel luglio 1916 divenne Sovraintendente alla costa irlandese, poi comandante in capo della Stazione Costa d'Irlanda. Mantenne questo ruolo a Queenstown fino al 1919. Con questa carica dovette occuparsi di mantenere sicure dagli U-boot le acque che portavano ai maggiori porti del Regno Unito. Nel 1917 Bayly, promosso ammiraglio, fu nominato comandante delle forze angloamericane che difendevano gli Approdi occidentali alle Isole britanniche. Prese come capo dello stato maggiore il capitano americano Joel R. P. Pringle. Bayly ebbe un'ottima relazione lavorativa con la sua controparte statunitense William Sims.
L'ammiraglio Bayly si ritirò a vita privata nel 1919. Morì a Londra nel 1938.